# Kota Ranger
Kelab Bola Sepak Kota Ranger (Inglês: City Ranger Football Club) é um clube de futebol de Brunei que joga na Super League a partir de 2016.

## História
Relegado para o Premier Two em 2004,[carece de fontes?] venceu o título da Brunei Premier League em 2016 com uma temporada invicta, selando assim automaticamente a promoção.

## Conquistas
- Brunei Premier League: 2 (1987 e 1993)
- Taça FA de Brunei: 2018–19